# 又吉浩
又吉 浩（またよし ひろし、1973年1月1日 - ）は、日本のアニメーション作家。

## 経歴
沖縄県出身。4歳までブラジルに在住。1996年、沖縄県立芸術大学美術工芸学部デザイン工芸学科デザイン専攻卒業。同大学院造形芸術研究科生活造形専攻修士課程修了。
大学院修了制作のクレイアニメーション『THE BUGS』が第1回文化庁メディア芸術祭アニメーション部門優秀賞など複数のコンテストで受賞したのを機に、本格的にアニメーション制作の道を歩み始める。
CGとクレイ・アニメーションを合成した『monster game』ではメディアハンティング99でグランプリを受賞した。

## 作品
1. 『THE BUGS』(1997)
2. 『monster game』 (1998)
3. 『EXIT』(2000)
4. 『Wonder Frog』(2000)
5. 『GO Fishing?』(2002)
6. 『ジェイコブの屋根』(2003)